# Lojzka
Lojzka je žensko osebno ime.

## Izvor imena
Ime Lojzka je različica imena Alojzija.

## Pogostost imena
Po podatkih Statističnega urada Republike Slovenije je bilo na dan 31. decembra 2007 v Sloveniji število ženskih oseb z imenom Lojzka: 74.

## Osebni praznik
V koledarju je ime Lojzka skupaj z imenoma Alojzija oziroma Alojzij; god praznuje 21. junija.